# Eusparassus
Eusparassus is een geslacht van spinnen uit de  familie van de Sparassidae (jachtkrabspinnen).

## Soorten
- Eusparassus barbarus (Lucas, 1846)
- Eusparassus bicorniger (Pocock, 1898)
- Eusparassus concolor Caporiacco, 1939
- Eusparassus cornipalpis Strand, 1906
- Eusparassus dufouri Simon, 1932
  - Eusparassus dufouri atlanticus Simon, 1909
  - Eusparassus dufouri maximus Strand, 1906
- Eusparassus flavovittatus Caporiacco, 1935
- Eusparassus fulviclypeus Strand, 1906
- Eusparassus fuscimanus Denis, 1958
- Eusparassus laterifuscus Strand, 1908
- Eusparassus letourneuxi (Simon, 1874)
- Eusparassus levantinus Urones, 2006
- Eusparassus lilus Strand, 1907
- Eusparassus nanjianensis (Hu & Fu, 1985)
- Eusparassus nigrichelis Strand, 1906
- Eusparassus oculatus (Kroneberg, 1875)
- Eusparassus oraniensis (Lucas, 1846)
- Eusparassus palystiformis Strand, 1907
- Eusparassus pontii Caporiacco, 1935
- Eusparassus potanini (Simon, 1895)
- Eusparassus quinquedentatus Strand, 1906
- Eusparassus rufobrunneus Caporiacco, 1941
- Eusparassus sexdentatus Strand, 1906
- Eusparassus shefteli Chamberlin, 1916
- Eusparassus subadultus Strand, 1906
- Eusparassus syrticus Simon, 1909
- Eusparassus ubae Strand, 1906
- Eusparassus walckenaeri (Audouin, 1826)